# Carlo Ninchi
Carlo Ninchi (Bologna, 31 maggio 1896 – Milano, 27 aprile 1974) è stato un attore italiano.

## Biografia
Era l'ultimo dei cinque figli di Arnaldo, colonnello del Genio, e Lidia Bedetti.
Fratello di Annibale (1887-1967) e cugino del padre di Ave (1915-1997), debuttò nella compagnia del fratello impersonando Pilade nell'Oreste di Alfieri, per poi essere chiamato nelle maggiori compagnie teatrali italiane dove si trovò a dividere la scena con altri futuri grandi quali Paolo Stoppa e Gino Cervi.

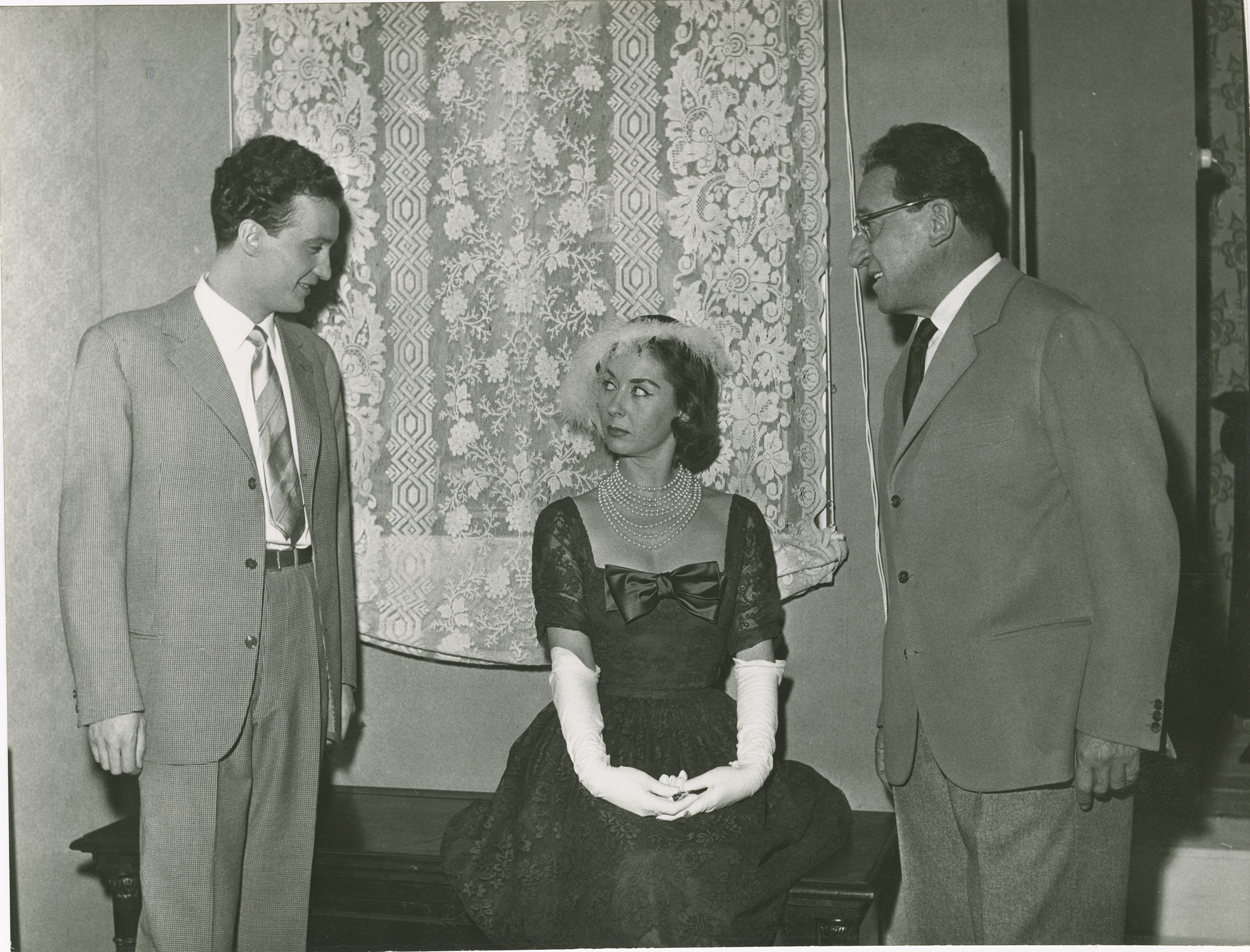
Carlo Ninchi con Xenia Valderi e Nando Gazzolo durante la rappresentazione della commedia La prova decisiva di Mario Soldati. Milano, Teatro Olimpia, 1955.

A partire dalla metà degli anni Trenta, si avvicinò all'industria cinematografica. Si rivelerà un felice connubio che lo porterà ad incarnare numerosi personaggi drammatici, spesso di derivazione letteraria come il manesco Compare Alfio della Cavalleria rusticana (1939) di Amleto Palermi, accanto alla sex-symbol del Regime, Doris Duranti; il tormentato Innominato dai manzoniani Promessi sposi (1941), diretto da Mario Camerini con gran dispendio produttivo (venne ricostruito in studio il Duomo di Milano come appariva nel 1627) e un cast di lusso per l'epoca; ma soprattutto il Conte Ugolino di derivazione dantesca, nell'omonimo film (1949) di Riccardo Freda, forse il più alto risultato per Ninchi, sempre a suo agio nelle interpretazioni drammatiche che gli permettevano di sfoderare la sua robusta formazione teatrale. 
Altrettanto magistrale la sua parte nello stupendo film "Desiderio" di Roberto Rossellini (1946), dove impersona l'ultima speranza per Paola di affrancarsi dalla prostituzione.
Comparve anche nel kolossal Fabiola (1949) di Alessandro Blasetti, in Messalina (1951) di Carmine Gallone e nelle commedie Amor non ho... però... però (1951) di Giorgio Bianchi, con Gina Lollobrigida e Il marito (1958) di Nanni Loy e Gianni Puccini. Nonostante tutto, rimangono indimenticabili anche sue caratterizzazioni comiche se non addirittura auto-parodistiche: valga per tutte il redivivo Pepè Le Mokò nel gustoso Totò le Mokò (1949) di Carlo Ludovico Bragaglia.
Saltuariamente si dedicò anche al doppiaggio.
A partire dagli anni cinquanta la qualità artistica dei suoi film registrò un notevole calo; uniche eccezioni lo sceneggiato televisivo Il conte di Montecristo (1966) e il film La ciociara (1960).
È sepolto nel cimitero cittadino di Ancona.
Suo nipote Alessandro, nato nel 1935, seguì inizialmente la carriera attoriale, per poi abbracciare quella registica.

## Filmografia

Carlo Ninchi e Miretta Mauri in una foto di scena del film Dora Nelson (1939) di Mario Soldati

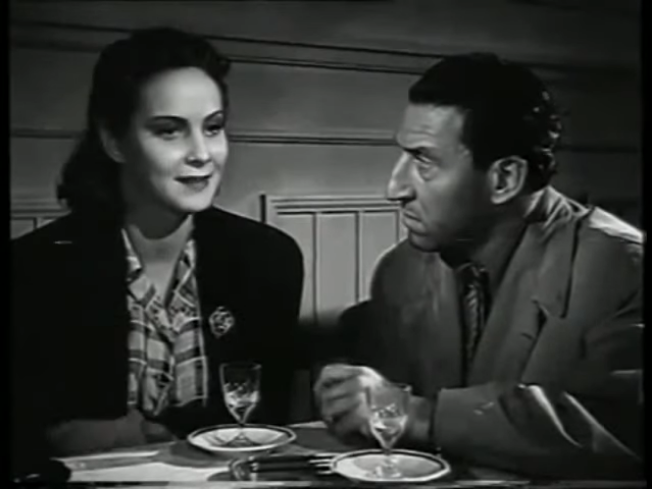
Con Alida Valli nel film Stasera niente di nuovo (1942) di Mario Mattoli

- Corte d'Assise, regia di Guido Brignone (1931)
- Terra madre, regia di Alessandro Blasetti (1931)
- La scala, regia di Gennaro Righelli (1931)
- Stella del cinema, regia di Mario Almirante (1931)
- Il solitario della montagna, regia di Wladimiro De Liguoro (1931)
- La Wally, regia di Guido Brignone (1932)
- Camicia nera, regia di Giovacchino Forzano (1933)
- Passaporto rosso, regia di Guido Brignone (1935)
- Amo te sola, regia di Mario Mattoli (1935)
- Scipione l'Africano, regia di Carmine Gallone (1937)
- Cavalleria rusticana, regia di Amleto Palermi (1939)
- Dora Nelson, regia di Mario Soldati (1939)
- L'uomo della legione, regia di Romolo Marcellini (1940)
- Scandalo per bene, regia di Esodo Pratelli (1940)
- La conquista dell'aria, regia di Romolo Marcellini (1940)
- L'arcidiavolo, regia di Toni Frenguelli (1940)
- Lucrezia Borgia, regia di Hans Hinrich (1940)
- La fanciulla di Portici, regia di Mario Bonnard (1940)
- I promessi sposi, regia di Mario Camerini (1941)
- Turbine, regia di Camillo Mastrocinque (1941)
- Marco Visconti, regia di Mario Bonnard (1941)
- Leggenda della primavera, regia di Giorgio Walter Chili (1941)
- Il re si diverte, regia di Mario Bonnard (1941)
- Giarabub, regia di Goffredo Alessandrini (1942)
- Odessa in fiamme, regia di Carmine Gallone (1942)
- Catene invisibili, regia di Mario Mattoli (1942)
- La morte civile, regia di Ferdinando Maria Poggioli (1942)
- Capitan Tempesta, regia di Corrado D'Errico (1942)
- Tragica notte, regia di Mario Soldati (1942)
- Stasera niente di nuovo, regia di Mario Mattoli (1942)
- I due Foscari, regia di Enrico Fulchignoni (1942)
- Il leone di Damasco, regia di Corrado D'Errico ed Enrico Guazzoni (1942)
- Luisa Sanfelice, regia di Leo Menardi (1942)
- La valle del diavolo, regia di Mario Mattoli (1943)
- La vispa Teresa, regia di Mario Mattoli (1943)
- In due si soffre meglio, regia di Nunzio Malasomma (1943)
- Tutta la vita in ventiquattr'ore, regia di Carlo Ludovico Bragaglia (1943)
- La signora in nero, regia di Nunzio Malasomma (1943)
- Lacrime di sangue, regia di Guido Brignone (1944)
- Circo equestre Za-bum, regia di Mario Mattoli (1944)
- La porta del cielo, regia di Vittorio De Sica (1944)
- Io sono il Signore Dio tuo, episodio de I dieci comandamenti, regia di Giorgio Walter Chili (1945)
- Due lettere anonime, regia di Mario Camerini (1945)
- Il canto della vita, regia di Carmine Gallone (1945)
- Desiderio, regia di Roberto Rossellini e Marcello Pagliero (1946)
- L'adultera, regia di Duilio Coletti (1946)
- Le vie del peccato, regia di Giorgio Pàstina (1946)
- Amanti in fuga, regia di Giacomo Gentilomo (1946)
- O sole mio, regia di Giacomo Gentilomo (1946)
- La figlia del capitano, regia di Mario Camerini (1947)
- Fiamme sul mare, regia di Vittorio Cottafavi (1947)
- Il corriere di ferro, regia di Francesco Zavatta (1947)
- La primula bianca, regia di Carlo Ludovico Bragaglia (1947)
- Il Passatore, regia di Duilio Coletti (1947)
- Ultimo amore, regia di Luigi Chiarini (1947)
- Tempesta d'anime, regia di Giacomo Gentilomo (1947)
- Il corriere del re, regia di Gennaro Righelli (1947)
- Totò al giro d'Italia, regia di Mario Mattoli (1948)
- Sono io l'assassino, regia di Roberto Bianchi Montero (1948)
- Un mese d'onestà, regia di Domenico Gambino (1948)
- Il grido della terra, regia di Duilio Coletti (1948)
- I cavalieri dalle maschere nere (I Beati Paoli), regia di Pino Mercanti (1948)
- I contrabbandieri del mare, regia di Roberto Bianchi Montero (1948)
- L'eroe della strada, regia di Carlo Borghesio (1948)
- L'isola di Montecristo, regia di Mario Sequi (1948)
- Fiamme sul mare, regia di Michał Waszyński (1948)
- Capitan Demonio, regia di Carlo Borghesio (1949)
- Il conte Ugolino, regia di Riccardo Freda (1949)
- Fabiola, regia di Alessandro Blasetti (1949)
- Come scopersi l'America, regia di Carlo Borghesio (1949)
- La mano della morta, regia di Carlo Campogalliani (1949)
- Totò le Mokò, regia di Carlo Ludovico Bragaglia (1949)
- Le sei mogli di Barbablù, regia di Carlo Ludovico Bragaglia (1950)
- Il leone di Amalfi, regia di Pietro Francisci (1950)
- Il figlio di d'Artagnan, regia di Riccardo Freda (1950)
- La bellezza del diavolo, regia di René Clair (1950)
- La portatrice di pane, regia di Maurice Cloche (1950)
- Napoli milionaria, regia di Eduardo De Filippo (1950)
- Taxi di notte, regia di Carmine Gallone (1950)
- Il diavolo in convento, regia di Nunzio Malasomma (1951)
- Sangue sul sagrato, regia di Goffredo Alessandrini (1951)
- Operazione Mitra, regia di Giorgio Cristallini (1951)
- Senza bandiera, regia di Lionello De Felice (1951)
- Napoleone, regia di Carlo Borghesio (1951)
- Cameriera bella presenza offresi..., regia di Giorgio Pàstina (1951)
- Messalina, regia di Carmine Gallone (1951)
- Amor non ho... però... però, regia di Giorgio Bianchi (1951)
- Non ho paura di vivere, regia di Fabrizio Taglioni (1952)
- La fiammata, regia di Alessandro Blasetti (1952)
- Il sogno di Zorro, regia di Mario Soldati (1952)
- Prigioniera della torre di fuoco, regia di Giorgio Walter Chili (1952)
- Don Lorenzo, regia di Carlo Ludovico Bragaglia (1952)
- Spartaco - Il gladiatore della Tracia, regia di Riccardo Freda (1953)
- Cavallina storna, regia di Giulio Morelli (1953)
- Passione, regia di Max Calandri (1953)
- Il medico dei pazzi, regia di Mario Mattoli (1954)
- Garibaldina, episodio di Cento anni d'amore, regia di Lionello De Felice (1954)
- Prima del diluvio (Avant le déluge), regia di André Cayatte (1954)
- La grande avventura, regia di Mario Pisu (1954)
- L'amore romantico, episodio di Amori di mezzo secolo, regia di Glauco Pellegrini (1954)
- I colpevoli, regia di Turi Vasile (1955)
- Cheri-Bibi (Il forzato della Guiana) (Chéri-Bibi), regia di Marcello Pagliero (1955)
- I due compari, regia di Carlo Borghesio (1955)
- Ciao, pais..., regia di Osvaldo Langini (1956)
- I miliardari, regia di Guido Malatesta (1956)
- I fidanzati della morte, regia di Romolo Marcellini (1956)
- I giorni più belli, regia di Mario Mattoli (1956)
- Il marito, regia di Nanni Loy e Gianni Puccini (1957)
- La ciociara, regia di Vittorio De Sica (1960)
- Costantino il Grande, regia di Lionello De Felice (1960)
- La tigre dei sette mari, regia di Luigi Capuano (1962)
- I moschettieri del mare, regia di Steno (1962)
- Il conte di Montecristo (1966) Sceneggiato TV

## Doppiatori italiani
- Olinto Cristina in Il marito
- Corrado Gaipa in La ciociara

## Prosa radiofonica Eiar
- L'amore dei tre re, commedia di Sem Benelli, trasmessa il 8 gennaio 1936

## Prosa radiofonica Rai
- Memoria del dolore, di Francesco Jovine, regia di Guglielmo Morandi, trasmessa il 15 gennaio 1948.
- Romanticismo, commedia di Gerolamo Rovetta, regia di Carlo Ninchi, trasmessa il 31 dicembre 1951
- E' mezzanotte dottor Schweitzer, commedia di Gilbert Cesbron, regia di Luigi Squarzina, trasmessa il 10 marzo 1955
- Anna Christie di Eugene O'Neill, regia di Pietro Masserano Taricco, trasmessa il 26 febbraio 1957.
- Merluzzo, di Marcel Pagnol, regia di Alessandro Brissoni (1957)

## Prosa televisiva Rai
- Sulle strade di notte, di Renato Lelli, regia di Turi Vasile. trasmessa il 4 giugno 1956.
- La cucina degli angeli, regia di Alessandro Brissoni, trasmessa il 25 maggio 1957.
- Santa Caterna da Siena, di Gherardo Gherardi, regia di Giulio Pacuvio, trasmessa il 23 settembre 1957
- La foresta pietrificata, regia di Franco Enriquez (1959)